# Grabenbach (Ablach)
Der Grabenbach mündet im Stadtgebiet von Meßkirch im Landkreis Sigmaringen im südlichen Baden-Württemberg von links und Westen kommend in die Ablach. Während seines rund 8,3 Kilometer langen Verlaufs wechselt er mehrfach seinen Namen: Dorfbach, Talbach, Weiherbach, Mühlenbach, Stadtbach, Grabenbach, in früheren Zeiten teilweise auch Heudorfer Bach; so bezeichnet ihn auch heute, und zwar auf ganzer Länge, die für den Gewässerschutz zuständige Landesbehörde.

## Geographie und Abschnitte

### Dorfbach
(0,0 – 5,3 km ab der Quelle)

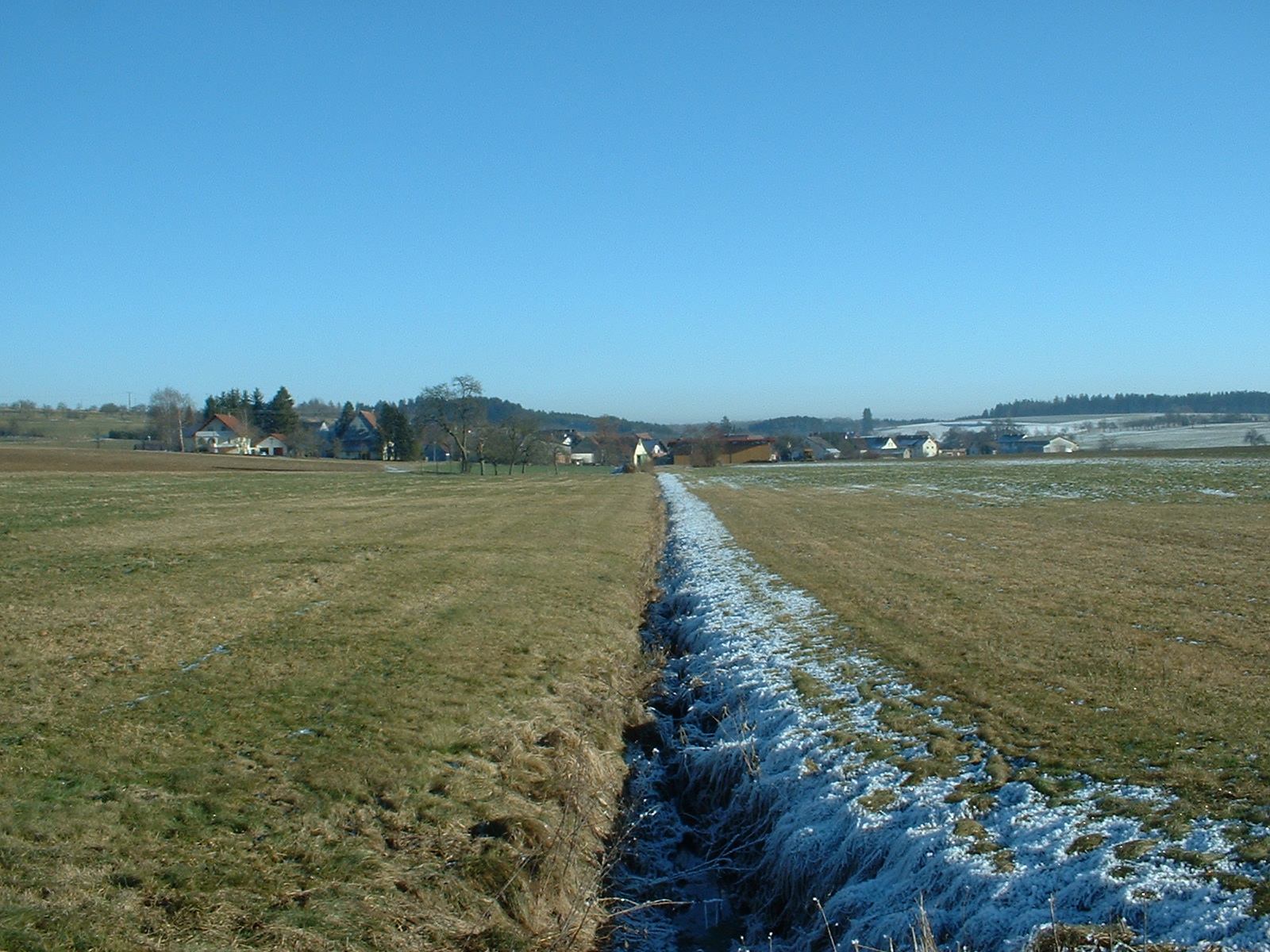
Der Dorfbach kurz unterhalb der Quelle, auf Altheim zulaufend

Der Bach entspringt etwa einen Kilometer westlich von Altheim, einem Teilort der Gemeinde Leibertingen ▼ in 692 Meter über NN.
Er durchfließt die Dörfer Altheim und die zu Meßkirch gehörende ehemalige Gemeinde Heudorf in überwiegend östlicher Richtung. In beiden Orten heißt der Bach Dorfbach. (Atlas Heudorf, 1872), (TK, 1925 und 2001)
Am Ortseingang von Heudorf wird der Bach von zwei Quellen gespeist, die etwa 100 und etwa 50 Meter rechts vom Lauf entfernt entspringen. Dieser Zufluss ist auch in der Heudorfer Dorfansicht von 1575 zu erkennen. Er speist den Dorfbach ganzjährig mit Wasser, während das Bachbett von Altheim her im Sommer und im Herbst oftmals trockenfällt.

### Talbach

Das Weiherbachtal, im Hintergrund die Talmühle (Blick bachaufwärts)

(5,3 – 6,1 km ab der Quelle: ▼)
Etwa ab der Gemarkungsgrenze von Heudorf in Richtung Meßkirch, wo seit 1989 das etwa 20 Meter hohe Talbachviadukt der B 311/B 313 das Tal überspannt, heißt der Bach Talbach, in früheren Unterlagen Thalbach. Er trieb früher die zwei- bis dreihundert Meter weiter bachab stehende Talmühle an, das Geburtshaus des Komponisten Conradin Kreutzer. Für den Betrieb der Talmühle war der Bach oberhalb der Mühle zu einem kleinen Weiher angestaut.

### Weiherbach

Das Weiherbachtal und die Lohmühle (Blick bachaufwärts). Das linke Gebäude ist die frühere Mühle.

Bei der früheren Ölmühle (Blick bachabwärts). Die Wiese rechts wurde regelmäßig vom Bach überschwemmt, bis sie um 1980 im Zuge des Straßenbaus aufgefüllt wurde.

(6,1 – 7,5 km ab der Quelle: 47° 59′ 40″ N, 9° 5′ 45″ O)
Bei der Talmühle macht das Tal einen scharfen Knick aus südlicher Richtung in östliche. Das Tal besitzt nun einen sehr flachen, etwa 50 Meter breiten Talgrund und einen sehr steilen, etwa 20 Meter hohen Hang auf der Nordseite des Tales. Es ist einer der wenigen Trockenhänge in der Gegend. Während der Schlacht bei Meßkirch am 5. Mai 1800 diente dieser Talabschnitt als natürliche Festung.
750 Meter unterhalb der Talmühle trieb der Bach früher die Lohmühle an. ▼ Der alte, etwa 400 Meter lange Mühlkanal ist zwar verfallen, jedoch ist sein Verlauf direkt unterhalb des Steilhanges noch gut zu erkennen.
Die Mühle wurde vermutlich um 1690 an Stelle der früheren Unteren Talmühle erbaut und erhielt danach den Eigennamen Lohmühle (Fischer, 1998, Seite 54 „Lohmühle“).
Weitere 250 Meter bachabwärts stand die Ölmühle ▼, die in den 1980er Jahren nach Brandstiftung restlos abbrannte. Sie wurde in der Folge durch ein Wohnhaus ersetzt.
Nur wenige Meter unterhalb der ehemaligen Ölmühle entspringen zwei Karstquellen auf der linken Seite des Weiherbaches ▼. Vermutlich werden sie durch das einen Kilometer nordwestlich gelegenes Schluckloch im Sautal gespeist ▼. Entgegen der dort gegebenen Beschreibung führen die beiden Quellen ganzjährig Wasser.
Der Weiherbach durchfließt zwei Gewanne, deren Namen auf frühere Weiher hindeuten:
- Im Weiher: Der Bach durchfließt dieses Gewann direkt oberhalb der Lohmühle[24] ▼. Wahrscheinlich gab es dort im flachen Talgrund früher einmal einen Weiher. (Fischer, 1998)[21]
- Am Weiherdamm: Im 18. Jahrhundert ist noch innerhalb der Ettergrenze der Vermerk „Herrschaftliche Weÿher“ verzeichnet.[8] Auf der Stadtansicht von 1575[25] sind links oben, knapp innerhalb der Ettergrenze, zwei Weiher zu sehen. Es dürfte sich jeweils um das Gewann am Weiherdamm handeln, das z. B. im Atlas von 1872 etwa hinter dem heutigen Gröberhaus (dem früheren Krankenhaus) zu finden ist.[21][18] (▼)

### Mühlenbach oder Weiherbach?

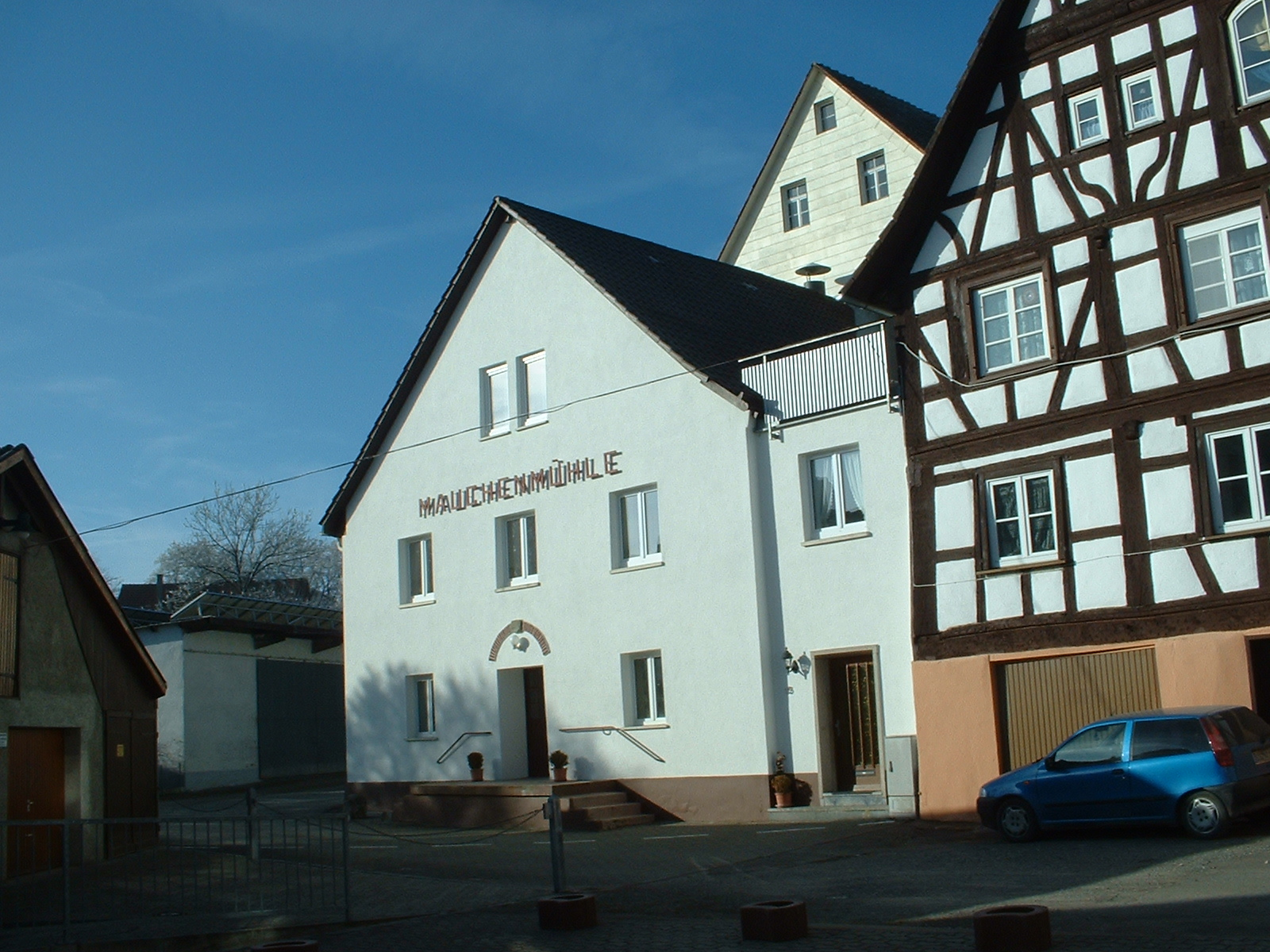
Die Mauchenmühle

Bei der Mauchenmühle (Blick bachaufwärts) an der Stelle der Einmündung (auf dem Bild nicht sichtbar) des Mühlkanals in den Mühlenbach. Hier beginnt heute die Verdolung des Bachlaufs bis zu seiner Mündung in die Ablach

(7,5 – 7,75 km ab der Quelle: ▼)
Etwa 600 Meter unterhalb der ehemaligen Ölmühle treibt der Bach noch heute die Mauchenmühle an. ▼ Deren Mühlrad ist allerdings seit langem durch eine Turbine zur Stromerzeugung ersetzt. Die Mühle als solche war noch bis etwa 1995 in Betrieb.
Die Mauchenmühle hieß in früheren Zeiten auch Angermühle, weil sie durch das Angertor von der Stadt aus erreichbar war. Mauchenmühle wurde sie vermutlich nach ihrem Besitzer Jakob Mauch (um 1561) genannt. (Fischer, 1998, Seite 54 „Hinter der Mauchenmühle“)
Ob der Bach nur in diesem Bereich den Namen Mühlenbach trug, ist nicht klar. In früheren Zeiten wurde der gesamte Bachlauf von Heudorf bis Meßkirch als Heudorfer Bach oder Heudorfer Mühlbach bezeichnet. (Fischer, 1998, Seite 54 „Hinter der Mauchenmühle“)
Andererseits trägt der Bach in der Topografischen Karte von 1988 dort den Namen Weiherbach und auch in der Katastervermessung von 1872 wird der Bach selbst am weiter bachabwärts gelegenen Adlerplatz noch als Weiherbach bezeichnet. In Anbetracht der vielen Details einer solchen Katastervermessung kann aber auch diese Quelle irren.
Kurz unterhalb der Mauchenmühle fließt der Mühlkanal wieder in den Mühlenbach, der ab dieser Stelle verdolt ist. Er fließt 50 Meter weiter unterirdisch durch die so genannte Weißenburg zum Adlerplatz.

### Stadtbach oder Weiherbach?

Die Grabenbachstraße vom Adlerplatz aus. Im Hintergrund die Heilandskirche (Blick bachabwärts)

(7,75 – 7,85 km ab der Quelle: ▼)
Bis zur Umgestaltung des Adlerplatzes um das Jahr 1967 war der Bachlauf offen und wurde von hohen Kastanienbäumen gesäumt.
In (Heim, 1990) wird beschrieben, der Bach habe im Bereich des Adlerplatzes den Namen Stadtbach. In den Plänen der Katastervermessung um 1872 trägt der Bach an dieser Stelle allerdings den Namen Weiherbach. Es ist deshalb auch möglich, dass dieser Teil des Bachlaufs nur im Volksmund Stadtbach genannt wurde.
Hinzu kommt, dass (Restle, 1932) mit dem Begriff Stadtbach den Mühlkanal durch die Stadt bezeichnet, der bis Mitte der 1960er Jahre die Stadt durchflossen hat. Es gibt jedoch noch heute in der Innenstadt die Kanalgasse, eine Gasse parallel zum früheren Stadtkanal. Deshalb ist es sehr wahrscheinlich, dass die in (Heim, 1990) genannten Bezeichnungen zumindest im Volksmund so verwendet so wurden:
- Stadtbach: Der Weiherbach im Bereich des Adlerplatzes.
- Stadtkanal: Abgezweigter Teil des Stadtbaches durch die Innenstadt.

Am südlichen Adlerplatz befand sich bis zur Verdolung 1967 ein interessantes Bauwerk. Der Stadtbach wurde durch ein Wehr angestaut und ein Teil des Wassers in den Stadtkanal geleitet. Dieser überquerte mit einer Brücke den direkt unterhalb des Wehres in den Stadtbach einmündenden Mettenbach. Es wurde somit nur Wasser des Stadtbaches in den Stadtkanal geleitet.
Ab der Einmündung des Mettenbachs in den Stadtbach knickt der Bachlauf nun scharf in dessen Zulaufrichtung nach Osten ab in den früheren Stadtgraben entlang der Stadtmauer und ändert seinen Namen zu Grabenbach.
Nur wenige Meter oberhalb dieser Einmündung führte vom Mettenbach ein etwa 150 Meter langer unterirdischer Gang vermutlich bis ins Schloss. Durch diverse Baumaßnahmen ist dieser Gang jedoch verschüttet. Möglicherweise handelt es sich hierbei um den in (Restle, 1932, Seite 27 unten) erwähnten unterirdischen Gang. 
Heute ist der Zusammenfluss von Stadtbach und Mettenbach unterirdisch verdolt, der Stadtkanal existiert nicht mehr.

### Stadtkanal

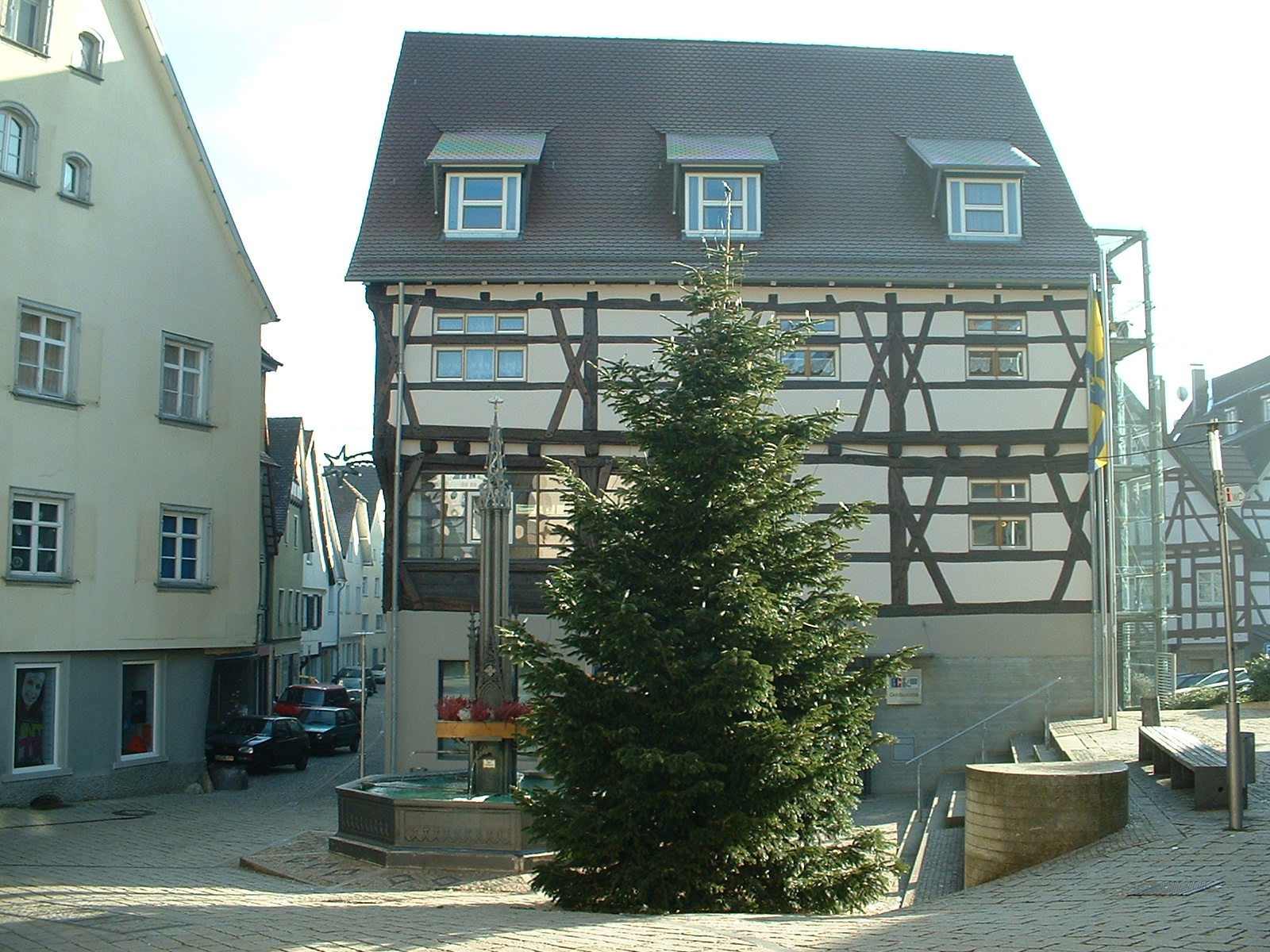
Das Marktbrückle, der Stadtkanal floss rechts am Fachwerkhaus vorbei und trieb die dahinter liegende ehemalige Langenmühle an (Blick kanalabwärts)

Der Stadtkanal wurde zum Teil unter den Häusern durch die Stadtmitte am Marktbrückle ▼ vorbei über die ehemalige Langenmühle ▼ zur Niederen Mühle ▼ geleitet. Danach floss er mit dem parallel zur Ablach fließenden ehemaligen Feuerbach zusammen und mündete etwa 50 Meter oberhalb der Mündung des Grabenbachs in die Ablach ▼. Diese Einmündung ist in der in (Heim, 1993) abgedruckten Stadtansicht auf Seite 40 oben und auf dem Foto auf Seite 42 unten, aufgenommen um 1950, noch zu erkennen.

### Grabenbach undVoglerbächle

Die Grabenbachstraße. Das rosarote Haus ist das frühere Malergeschäft Vogler: Voglerbächle, (Blick bachaufwärts)

(7,85 – 8,3 km ab der Quelle: ▼)
Ab dem Zusammenfluss von Weiherbach und Mettenbach trägt der Bach den Namen Grabenbach.
Er fließt entlang der Grabenbachstraße am heute so genannten Stachus vorbei bis zur Mündung in die Ablach. Der Grabenbach führte früher entlang der Stadtmauer, war also der Stadtgraben. Die Bezeichnung Grabenbach ist jedoch nicht zu verwechseln mit dem Graben, einem anderen Teil der Meßkircher Altstadt.
Seit etwa 1967 ist der Grabenbach auf seiner gesamten Länge verdolt und größtenteils mit der Grabenbachstraße überbaut. Bis zur Verdolung war er offen und wurde im Volksmund beim Malergeschäft Vogler im Volksmund auch Voglerbächle genannt. Das Haus Vogler war über einen Steg über den Bach zu erreichen.
Auch von dort war ein unterirdischer, gemauerter Gang zugänglich. Er war etwa 1 Meter breit und 1,50 Meter hoch, führte jedoch kein Wasser. Ob er als Geheimgang bis ins Schloss führte oder früher eine andere Funktion hatte, ist nicht klar. Falls er ins Schloss führte, dann müsste er jedoch den Stadtkanal unterirdisch gekreuzt haben, was eher unwahrscheinlich ist. Es könnte sich jedoch auch um einen früheren Verlauf des Stadtkanals handeln oder um einen Gang oder Kanal zum nahegelegenen Unteren Hof. Durch etliche Baumaßnahmen ist dieser Gang jedoch heute verschüttet. 

### Mündung in die Ablach

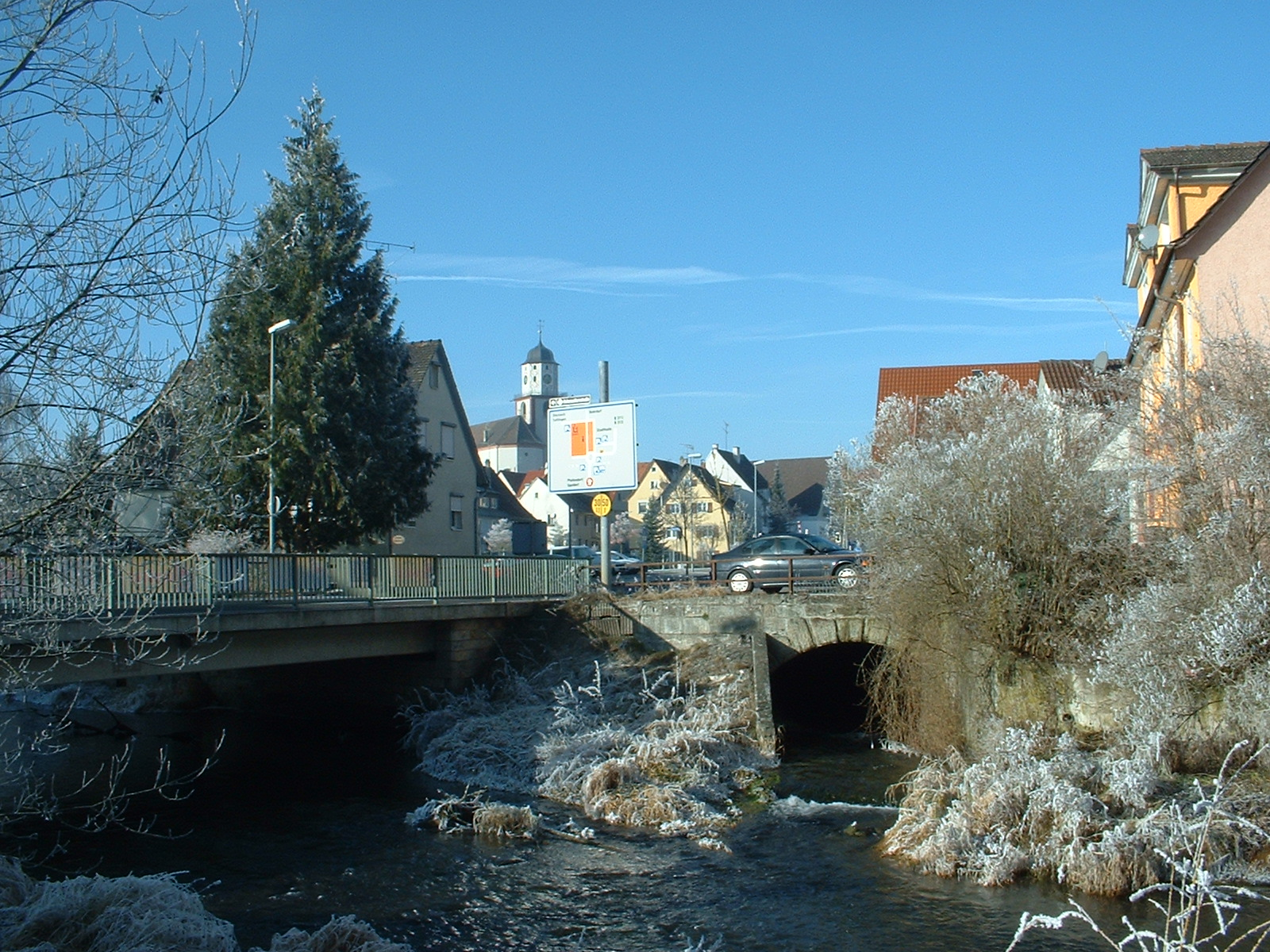
Die Mündung des Grabenbachs in die Ablach. Im Hintergrund die Stadtkirche St. Martin.

8,3 km ab der Quelle: (▼)
Der bis dahin verdolte Grabenbach mündet direkt unterhalb der Ablachbrücke der Mengener Straße in die Ablach. Am Flussufer gegenüber steht die Liebfrauenkirche.

### Zuflüsse, Seen und Trockentäler
Liste der Zuflüsse und  Seen von der Quelle zur Mündung. Gewässerlänge, Seefläche, Einzugsgebiet und Höhe nach den entsprechenden Layern auf der Onlinekarte der LUBW. Andere Quellen für die Angaben sind vermerkt. Name des Hauptstrangs hier in diesem Abschnitt nach dem Online-Kartenserver der LUBW, der ihn nämlich von Anfang bis Ende Heudorfer Dorfbach nennt.
Ursprung des Heudorfer Dorfbachs auf etwa 692 m ü. NHN westlich des Leibertingener Dorfes Altheim fast schon am Waldrand und etwa 400 Meter nordwestlich der oben bewaldeten Kuppe des Gunzenbühls (702,9 m ü. NHN). Der Bach fließt durchwegs etwa östlich.
- Katzenbach, von links und Westnordwesten auf etwa 655 m ü. NHN in einem Waldtal östlich von Altheim, 3,2 km und ca. 12,7 km². Entsteht auf etwa 729 m ü. NHN westlich des Leibertingener Dorfes Thalheim vor dem Wald. Die Talmulde setzt sich unter dem Namen Katzental fast 1,5 km[34] weiter nach Westen fort bis in die Flur um Buchheim, wo die Mulde in der Flur auf etwa 790 m ü. NHN beginnt. Wenig längerer linker Oberlauf des Heudorfer Dorfbachs mit viel mehr an Einzugsgebiet.
  -  Teich auf dem Talweg im oberen Katzental auf etwa 765 m ü. NHN an einer Feldhecke im Gewann Hülen, unter 0,1 ha.[35]
  - (Zulauf des Trockentals Kreuztal), von links und Nordwesten auf etwa 720 m ü. NHN etwa 400 Meter vor dem Ortsrand von Altheim, ca. 1,7 km.[34] Beginnt auf etwa 780 m ü. NHN in den Burstwiesen von Buchheim.
  - Seltenbach, von links und Nordwesten auf etwa 672 m ü. NHN südöstlich von Thalheim, 2,5 km und ca. 9,3 km². Entsteht auf etwa 711 m ü. NHN nordwestlich von Thalheim neben dem Waldrand. Oberhalb reicht das zugehörige Trockental Wolfentäle noch etwa 2,4 km[34] weiter nach Nordwesten, es beginnt auf etwa 810 m ü. NHN nahe dem Leibertingener Kaltenbrunnerhof.
    - Pfaffentalbach, von rechts und Westsüdwesten auf etwa 707 m ü. NHN wenig nach dem Ursprung gegen den Waldrand, 0,5 km und ca. 0,3 km². Entsteht auf etwa 736 m ü. NHN vor dem Katzenhau.

  - Öschlegraben, von rechts und Südosten auf etwa 670 m ü. NHN nur etwa hundert Meter nach dem Seltenbach, 0,4 km und ca. 0,3 km². Entsteht auf etwa 692 m ü. NHN nordöstlich unter dem Sportplatz zwischen Thalheim und Altheim.
- (Triebwerkskanal der Mauchenmühle), nach und von links auf etwas über und unter 610 m ü. NHN in Meßkirch in einem Grünlandschlauch zwischen Westenberg- und Stockacher Straße, 0,3 km.
- Mettenbach, von rechts und Südsüdwesten auf etwa 607 m ü. NHN in Meßkirch kurz nach seiner Verdolung unter dem Adlerplatz, 5,3 km und ca. 5,6 km². Entsteht als Schwarzengraben auf etwa 670 m ü. NHN beim Kohlbeterhof von Sauldorf.
  - (Bach aus dem Lippentäle), von links und Nordwesten auf etwa 632 m ü. NHN westlich der B 313, ca. 2,3 km[34] und ca. 1,9 km². Entsteht auf etwa 695 m ü. NHN im Bändlehau an der Gemeindegrenze Leibertingen/Meßkirch.
  - Kapellenweggraben, von links und Nordwesten auf etwa 625 m ü. NHN bei MÜNDUNGSORT, 1,3 km und ca. 0,7 km². Entsteht auf etwa 643 m ü. NHN am Südrand des Meßkircher Dorfes Heudorf.
  -  Teich im oberen Mündungswinkel des vorigen, 0,1 ha.

Mündung des Heudorfer Dorfbachs von links und Westen auf etwa 601 m ü. NHN in Meßkirch an der Ablachbrücke der Mengener Straße aus einer Verrohrung in die Ablach. Der Bach ist 8,4 km lang und hat ein Einzugsgebiet von 30,8 km².

## Veränderungen des Bachverlaufs und des Flussverlaufs der Ablach im Laufe der Zeit

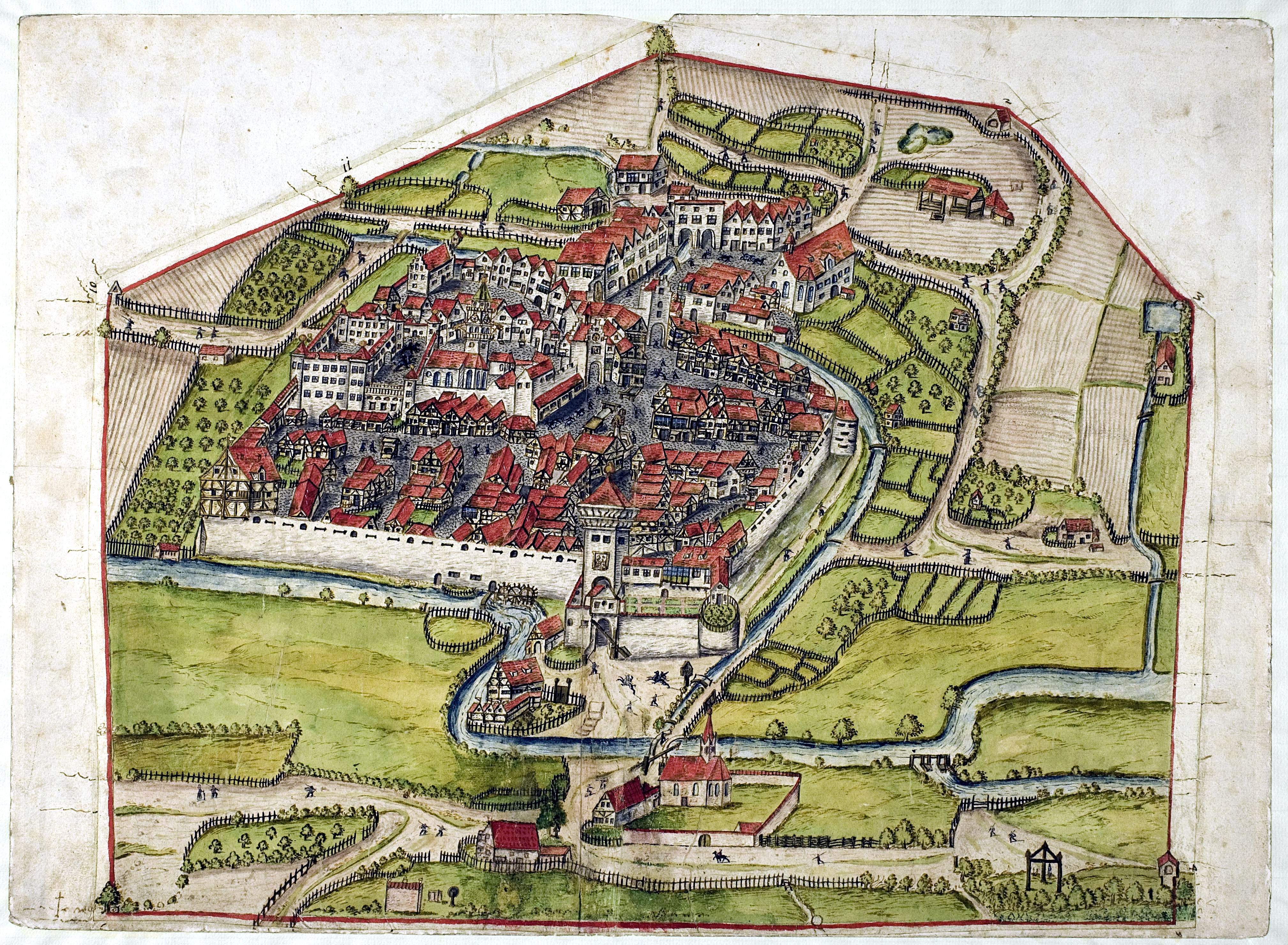
Stadtansicht von Meßkirch, 1575: Der von Heudorf kommende Weiherbach (damals Heudorfer Bach genannt) fließt durch den linken Bogen der Weißenburg, als Stadtbach durch die Vorstadt (heute Adlerplatz) und anschließend als Grabenbach östlich der Stadtmauer entlang, erkennbar an etlichen kleinen Brücken, bis in die Ablach.

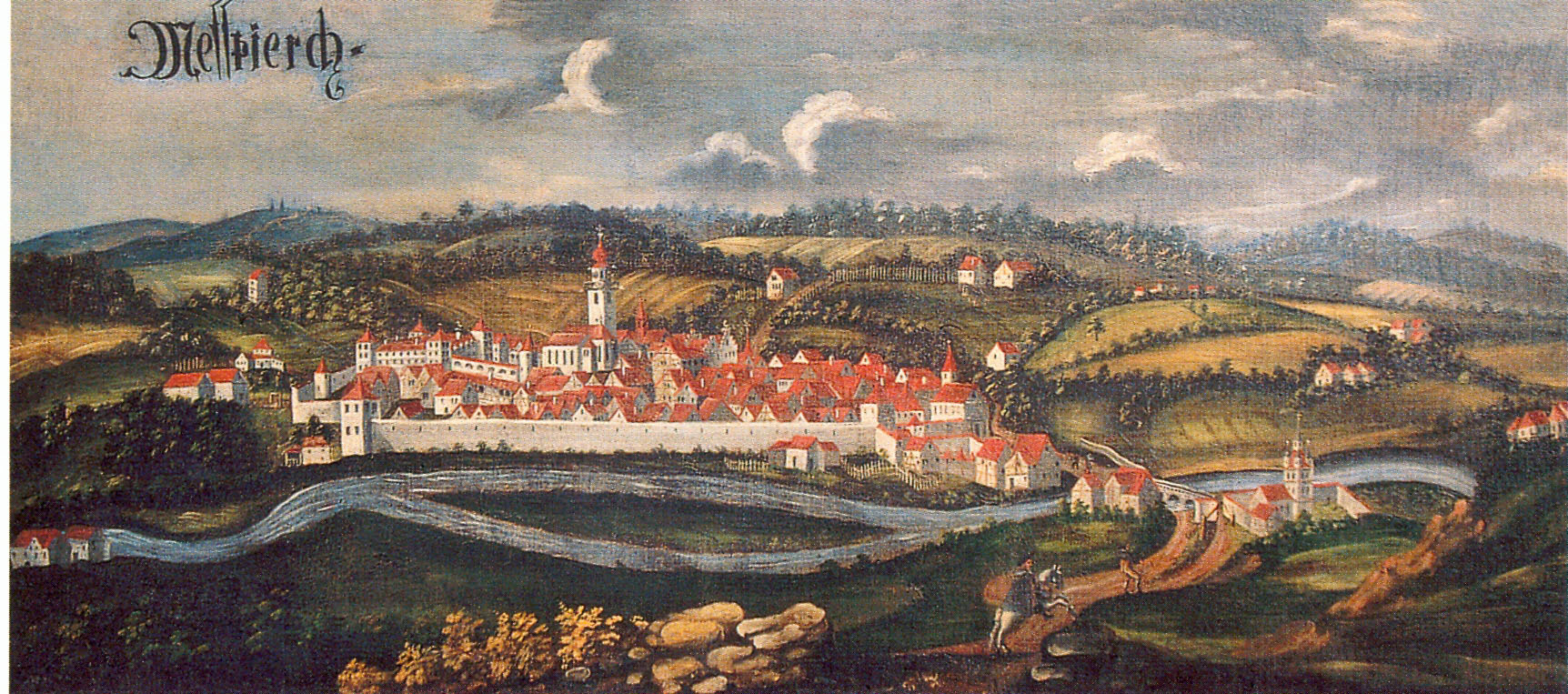
Stadtansicht von Meßkirch vermutlich aus den Jahren 1686/88: Die Ablach ist in zwei Flussläufe getrennt. Der vordere ist die neue Ablach, der hintere die Alte Ablach, der spätere Feuerbach. Im Gegensatz zur Stadtansicht von 1575, wo die alte Ablach direkt an der Stadtmauer Mühlräder antreibt ist hier zwischen Alter Ablach und Stadtmauer ein Grünstreifen eingezeichnet. Entweder wurde der Flusslauf in der Zwischenzeit verändert oder dieses Detail entspringt einer künstlerischen Ausschmückung des Bildes.

Reste des betonierten Stadtkanals bei Tiefbauarbeiten im Mai 2006 in der Jahnstraße

Auf der Stadtansicht von 1575 fließt die Ablach direkt an der südöstlichen Stadtmauer entlang. Im Bereich der Niederen Mühle sind drei Mühlräder zu sehen, die direkt von der Ablach angetrieben wurden. Unmittelbar dort macht die Ablach dann einen scharfen Bogen nach rechts und kurz darauf wieder nach links. Sie fließt dann links an der Liebfrauenkirche vorbei. Hier mündet auch der Grabenbach in die Ablach. Außerdem ist der Stadtkanal im Bereich des Marktbrückles zu erkennen. Der Austritt durch die Stadtmauer in die Ablach ist nicht erkennbar, müsste aber eigentlich im Bereich der drei Mühlräder der Niederen Mühle erfolgt sein.
Wenn man dies mit der Topographischen Karte von 1849, der Urvermessung von 1872 und späteren Landkarten vergleicht, stellt man folgendes fest:
- Um 1586 wurde der Flussverlauf ab der Alten Mühle bis kurz vor der Liebfrauenkirche etwa 150 bis 200 Meter nach Osten verlegt, um die immer wiederkehrenden Überschwemmungen abzumildern. (Fischer, 1998, Seite 13 „Neue Ablach“)[21] Übrig blieb die Alte Ablach, später Feuerbach genannt, der im alten Flussbett der Ablach verlief.[16] Auf der Stadtansicht von 1686/88 sind beide Flussverläufe erkennbar.[37] Außerdem lässt sich dies auch aus dem Stadtplan von 1780[9] schließen, in dem der Zusammenfluss von alter und neuer Ablach eingezeichnet ist. In der Karte der Ettergrenzen des 18. Jahrhunderts[8] ist flussaufwärts an der südlichen Ettergrenze sowohl die Alte Ablach und etwas östlich davon die neue Ablach eingezeichnet.
- 1806 wurde der Feuerbach ausgeputzt, da er mit der Zeit zugewachsen war. (Fischer, 1998, Seite 33 „Feuerbach“)[21]
- Zwischen 1849 und 1872 wurde der Feuerbach ebenfalls von der Stadtmauer wegverlegt. Denn in der Topographischen Karte von 1849[16] verläuft der Feuerbach direkt an der Stadtmauer, während im Atlas von 1872[18] und den zugehörigen Handrissen der Katastervermessung der Feuerbach etwa 50 Meter von der Stadtmauer entfernt verläuft. Außerdem sind bereits von außen an die Stadtmauer angebaute Häuser verzeichnet, was ohne eine Verlegung des Feuerbaches nicht möglich gewesen wäre. Die frühere Alte Ablach unterhalb der Niederen Mühle diente von da an nur noch als Abfluss des Stadtkanals. Dies geht aus den Handrissen von 1872 hervor, wo direkt unterhalb der Niederen Mühle der Stadtkanal einen Knick von 90 Grad nach links und danach einen scharfen Bogen nach rechts macht, um danach nahezu rechtwinklig in die Ablach zu münden[18].
- Später wurde dieser verbliebene Rest der Alten Ablach noch in ein betoniertes Bett verlegt. Reste davon waren bei Tiefbauarbeiten in der Jahnstraße im Mai 2006 sichtbar (47° 59′ 34″ N, 9° 6′ 50″ O).

Im Dezember 1966 wurden die 490 Meter Verdohlung von Weiher-, Metten- und Grabenbach pünktlich zum Jahresende fertiggestellt.

## Das Hochwasser von 1904

Der Dorfbach in Heudorf. An der Hauswand rechts befindet sich die Hochwassermarke des Hochwassers vom 27./28. Mai 1904

Am 27. Mai 1904 gegen 9 Uhr abends zog sich bei Heudorf ein sehr starkes Gewitter zusammen. Der Dorfbach überflutete Heudorf bis zu zwei Meter hoch. Die aus Meßkirch angerückte Feuerwehr war machtlos. Der mitgerissene Hausrat, Holz und tote Tiere wurden durch den Bach bis Meßkirch geschwemmt. Dort staute sich das Wasser am „Torbogen“, der so genannten Weißenburg. Im weiteren Verlauf wurde die gesamte Altstadt überschwemmt. Eine eindrückliche Schilderung der damaligen Ereignisse findet sich in (Heim, 1993).

## Jährliche Überschwemmungen
Im Frühjahr zur Schneeschmelze ist der Talgrund unterhalb der Talmühle oftmals überschwemmt. Leider wurde um 1980 beim Ausbau der Tuttlinger Straße eine bis dahin regelmäßig überschwemmte Wiese bei der Ölmühle so weit aufgeschüttet, dass diese heute nicht mehr als natürlicher Überschwemmungsraum zur Verfügung steht. Dabei wäre diese Verfüllung für den Straßenbau gar nicht notwendig gewesen. Es wurde lediglich auf billige Art und Weise Aushubmaterial entsorgt. Viele solcher kleinen „Sünden“ summieren sich dann so weit, dass beispielsweise in Passau die Hochwasser jährlich noch höher ansteigen.